# 도쿄 피앙세
도쿄 피앙세(Tokyo Fiancee)는 프랑스에서 제작된 스테판 리베르스키 감독의 2014년 멜로/로맨스, 코미디 영화이다. 폴린 에티엔 등이 주연으로 출연하였다.

## 출연

### 주연
- 폴린 에티엔
- 이노우에 타이치

### 조연
- 줄리 리브리턴
- 앨리스 드 랭커생

## 제작진
- 의상: 클레어 두비엔